# Таль (река)
Таль — река на Украине, правый приток Тетерева (бассейн Днепра). Длина 51 км. Площадь водосборного бассейна 357 км². Уклон 0,9 м/км. Долина плоская, шириной до 2,5 км. Пойма заболоченная, шириной до 300 м. Русло слабоизвилистое, шириной до 5 м. Сток в среднем течении зарегулирован. В данное время почти не используется.
Берёт начало у села Загальцы. Течёт по территории Бородянского, Иванковского районов Киевской области. Бассейн частично загрязнен радионуклидами после аварии на ЧАЭС.